# Też go kocham
Też go kocham (ang. Juliet, Naked) – amerykańska komedia romantyczna z 2018 roku w reżyserii Jesse’a Peretza, powstały na podstawie powieści Juliet, Naga z 2009 roku autorstwa brytyjskiego powieściopisarza Nicka Hornby’ego. Wyprodukowany przez wytwórnie Lionsgate i Roadside Attractions. Główne role w filmie zagrali Rose Byrne i Ethan Hawke.
Premiera filmu 19 stycznia 2018 podczas Sundance Film Festival. Siedem miesięcy później, 17 sierpnia, obraz trafił do kin na terenie Stanów Zjednoczonych. W Polsce premiera filmu odbyła się 24 sierpnia 2018.

## Fabuła
Annie Platt (Rose Byrne) to kobieta mieszkająca w małym mieście na wybrzeżu Anglii. Jej chłopak, nauczyciel Duncan (Chris O’Dowd), jest zagorzałym fanem Tuckera Crowe’a (Ethan Hawke) – amerykańskiego muzyka, o którym po spektakularnym debiucie słuch zaginął. Duncan cały wolny czas poświęca prowadzeniu strony internetowej o twórczości Crowe’a. Pewnego dnia odkrywa cenną taśmę demo z wczesnymi kompozycjami Tuckera i zapomina o bożym świecie, w tym także o Annie. Sfrustrowana dziewczyna postanawia się zemścić na ukochanym, publikując na jego blogu nieprzychylne komentarze na temat muzyka. Ostre wpisy przyciągają uwagę Crowe’a, który nawiązuje kontakt z Annie. Oboje za plecami Duncana zaczynają prowadzić korespondencję, a z czasem rodzi się między nimi uczucie.

## Obsada
- Rose Byrne jako Annie Platt
- Ethan Hawke jako Tucker Crowe
- Chris O'Dowd jako Duncan Thomson
- Jimmy O. Yang jako Elliot
- Megan Dodds jako Carrie

## Odbiór

### Krytyka
Film Też go kocham spotkał się z pozytywną reakcją krytyków. W serwisie Rotten Tomatoes 74% z pięćdziesięciu siedmiu recenzji filmu jest pozytywna (średnia ocen wyniosła 6,6 na 10). Na portalu Metacritic średnia ocen z 24 recenzji wyniosła 65 punktów na 100.